# 第6回日本レコード大賞
第6回日本レコード大賞（だい6かいにほんレコードたいしょう）は、1964年（昭和39年）12月26日に日比谷公会堂で行われた、6回目の『日本レコード大賞』である。

## 概要
第6回の大賞は、青山和子の「愛と死をみつめて」に決定した。青山和子は初の受賞。18歳での受賞で、10代は第4回の橋幸夫（19歳）/吉永小百合（17歳）以来2年ぶり。レコード会社の日本コロムビアは初の大賞に加え、童謡賞・新人賞も受賞した。
今回の審査対象となった応募総数は671作品で、内訳は歌謡曲が546曲、童謡が85曲、LPが40枚であった。
今回の大賞候補曲は、最終審査で青山和子の「愛と死をみつめて」、橋幸夫の「恋をするなら」、岸洋子の「夜明けのうた」、和田弘とマヒナスターズとザ・ピーナッツのそれぞれ「ウナ・セラ・ディ東京」、フランク永井の「大阪ぐらし」、西田佐知子の「東京ブルース」、和田弘とマヒナスターズの「お座敷小唄」の8曲に絞られ、最終投票で1位となった「愛と死をみつめて」に決定した。2位は「恋をするなら」と「夜明けのうた」の接戦だった。
新人賞は男性は西郷輝彦、女性は都はるみが受賞。次点は男性が井沢八郎・梶光夫、女性が九重佑三子・日野てる子であった。
この年流行した坂本九の「幸せなら手をたたこう」は、原曲がアメリカ民謡であることから選考の対象外となった。
視聴率は前回比6.1P下落の14.6%。

## 司会
- 芥川隆行 - 5度目の司会。今回をもって降板する。

## 受賞作品・受賞者一覧

### 日本レコード大賞
- 「愛と死をみつめて」
  - 歌手:青山和子
  - 作詞:大矢弘子
  - 作曲:土田啓四郎
  - 編曲:土田啓四郎

### 歌唱賞
- 「夜明けのうた」
  - 歌手:岸洋子

### 新人賞
- 西郷輝彦（曲:「君だけを」「17才のこの胸に」）
- 都はるみ（曲:「アンコ椿は恋の花」）

### 作曲賞
- 「ウナ・セラ・ディ東京」（歌:ザ・ピーナッツ）
  - 作曲:宮川泰 - 前年は「恋のバカンス」で編曲賞を受賞。

### 編曲賞
- 「お座敷小唄」（歌:和田弘とマヒナスターズ）
  - 編曲:寺岡真三 - 1961年は「君恋し」で大賞を受賞。

### 作詩賞
- 「ウナ・セラ・ディ東京」（歌:ザ・ピーナッツ）/「夜明けのうた」（歌:岸洋子）
  - 作詞:岩谷時子

### 特別賞
- 「東京五輪音頭」
  - 歌手:三波春夫

### 企画賞
- 「なつかしの浅草オペラ」
  - キングレコード(株)

### 童謡賞
- 「ワンツースリーゴー」 （歌:音羽ゆりかご会）

## TV中継スタッフ
- プロデューサー：
- 総合演出：
- 舞台監督：
- 編成担当：
- 製作著作：TBS
- 主催：社団法人 日本作曲家協会、日本レコード大賞制定委員会、日本レコード大賞実行委員会